# به گورت تف می‌کنم (فیلم ۲۰۱۰)
به گورت تف می‌کنم (به انگلیسی: I Spit on Your Grave) فیلمی در ژانر تجاوز و انتقام ترسناک و بازسازی فیلم به گورت تف می‌کنم محصول سال ۲۰۱۰ کانادا است. کارگردان فیلم قبلی مئیر زارکی در نقش تهیه‌کنندهٔ این فیلم ظاهر شد. فیلم در ۸ اکتبر ۲۰۱۰ در آمریکا اکران شد.
این فیلم به دلیل نمایش آشکار صحنه‌های شکنجه و قطع عضو و قتل، از سوی بسیاری از منتقدان و فعالان انسان‌گرایی به عنوان فیلمی با محتوای خشونت محض به نقد کشیده شده‌است. میک لاسال می‌گوید که این فیلم فقط به انسان‌ها می‌آموزد که چه طور از یکدیگر نفرت داشته باشند و یک‌دیگر را شکنجه کنند.

## خلاصه فیلم
یک زن نویسنده (سارا باتلر) که برای نوشتن رمان جدیدش به یک کلبه جنگلی رفته‌است، توسط چند مرد غریبه مورد تجاوز قرار می‌گیرد. با این حال، نیمه‌جان موفق به گریختن از چنگ آن‌ها می‌شود و مدتی بعد برای گرفتن انتقامی سخت بازمی‌گردد. او یکایک آن افراد را شکنجه می‌دهد و با قطع عضو، به قتل می‌رساند.

## دنباله
به گورت تف می‌کنم ۳ در سال ۲۰۱۵ به کارگردانی آر دی بروستین با بازی سارا باتلر بر روی پرده سینما رفت.